# Carl Otto Løvenskiold
Carl Otto Løvenskiold, född den 23 december 1839, död den 1 oktober 1916 i Kristiania, var en norsk statsminister, son till Otto Joachim Løvenskiold.
Løvenskiold blev sjöofficer 1859 samt gick 1863 i engelsk tjänst och deltog därunder i en expedition till Australien. År 1875 avgick han ur krigstjänsten och övertog skötseln av sin svärfars, baron Wedel-Jarlsbergs, gods, Bærums verk med flera egendomar i trakten av Kristiania. Den 3 april 1884 utnämndes han till medlem av den så kallade "aprilministären", som norsk statsminister i Stockholm, men lämnade denna post redan den 26 juni samma år. Strax därpå bidrog han till, att Johan Sverdrups första parlamentariska ministär kom till stånd. År 1889–97 representerade Løvenskiold Akershus amt i stortinget, där han tillhörde det konservativa partiet. År 1897 övertog han som huvudägare Bærums järnverk, Nordmarkens väldiga skogsmarker i närheten av Kristiania, Brekke bruk, Hakedals verk och 
Vaekkerö med flera egendomar, och han torde därigenom ha blivit Norges störste jorddrott. Løvenskiold, som var donator i stor stil, skänkte bland annat ett legat på 200 000 kronor till främjande av statsvetenskapliga och juridiska studier och ett annat på 50 000 kr. till fromma för den kristliga studentrörelsen. År 1912 gjorde han ett legat på omkring 145 000 kronor till förmån för arbetarna på sina egendomar. År 1906 undertecknade han som Norges diplomatiske representant "ad hoc"- konventionen med Italien om upprättande av internationella lantbruksinstitutet i Rom.

## Utmärkelser
- Kommendör med stora korset av Vasaorden, 1893.[8]